# Ernest Mengel
Ernest Mengel (* 27. März 1913 in Düdelingen; † 16. Dezember 1968 ebenda) war ein luxemburgischer Fußballspieler.

## Karriere

### Verein
Mengel war von 1933 bis 1940 als Stürmer ausschließlich für den US Düdelingen in der Ehrendivision, der seinerzeit höchsten Spielklasse im luxemburgischen Fußball, tätig, von 1941 bis 1944 während der deutschen Besetzung, als sein Verein in SV Düdelingen umbenannt wurde, in der Gruppe West der Gauliga Moselland. Seine sportlich erfolgreichste Saison war die von 1938/39, als er mit seiner Mannschaft den zweiten Platz in der Meisterschaft belegte und den nationalen Vereinspokal gewann; der Stadt- und Ligarivale CS Le Stade Düdelingen wurde am 2. April mit 2:1 bezwungen.

### Nationalmannschaft
Für die A-Nationalmannschaft bestritt er unter Trainer Paul Feierstein von 1934 bis 1946 28 Länderspiele, in denen er sieben Tore erzielte. Mit 18 Einsätzen gegen Zweitvertretungen anderer Landesverbände, sogenannte B-Nationalmannschaften, fanden lediglich zehn Länderspiele offizielle Anerkennung seitens der FIFA. In den sieben Länderspielen, die davon in Freundschaft ausgetragen wurden, erzielte er ein Tor. Er nahm mit ihr ferner am olympischen Fußballturnier 1936 in Berlin teil, wobei er lediglich das am 4. August im Poststadion ausgetragene und mit 0:9 verlorene Achtelfinalspiel gegen den Gastgeber bestritt. Des Weiteren kam er am 11. März und 15. April 1934 jeweils in der Hauptstadt seines Landes in den beiden Spielen der WM-Qualifikationsgruppe 8 zum Einsatz. Die Begegnungen mit den Nationalmannschaften Deutschlands und Frankreichs endeten mit 1:9 und 1:6; gegen die Nationalmannschaft Deutschlands erzielte er in der 27. Minute mit dem Treffer zum 1:3 ein weiteres offizielles Tor.

## Erfolge
- Zweiter der Meisterschaft 1939
- Luxemburgischer Pokalsieger 1939